# Črni seznam (računalništvo)
Črni seznam je seznam elementov (npr. naslovov elektronske pošte, uporabnikov, gesel, domen, IP-naslovov …), katerih dostop do želenega cilja je blokiran oziroma onemogočen zaradi določene varnostne politike. Nasprotje črnemu seznamu je beli seznam, ki eksplicitno našteva elemente, ki imajo dostop do želenega cilja (npr. elektronsko sporočilo prispe v elektronski predal prejemnika). Elementom na sivemu seznamu pa je dostop do želenega cilja do preklica onemogočen.
Črni seznam je lahko uporabljen na različnih točkah varnostne strukture (npr. gostitelja, DNS strežnika, požarnega zidu, strežnika elektronske pošte…). DNS strežniki so na primer dobri za blokiranje imen domen, ne pa za URL naslove. Požarni zid pa je dober za blokiranje IP naslovov, ne pa za gesla ali zlonamerne datoteke.

## Primeri sistemov za zaščito
Črne liste se lahko uporabljajo v različne namene. Pri vzpostavitvi črne liste je potrebno upoštevati predvsem vrsto in karakteristike sistema, ki ga želimo zaščititi.

### Informacijski sistem
V informacijskem sistemu se lahko na črni listi znajde programska oprema, ki je glede na varnostno politiko organizacije nedovoljena oziroma prepovedana za uporabo. Poleg programske opreme lahko na črno listo dodamo ljudi, naprave in spletne strani, ki so se v preteklosti izkazali za škodljive ali zlonamerne.

### Elektronska pošta
Večina ponudnikov elektronske pošte ima možnost črne liste, ki vsebuje naslove nezaželene elektronske pošte. To se zgodi po izvedenem spletnem ribarjenju elektronskega naslova, nato se naslov obravnava kot nadležna pošta, ki se vpiše na črno listo. Uporabniki lahko tudi sami določijo pred-definirane filtre. Tako lahko filtrirajo izraze v elektronskem sporočilu, če se pojavi določen izraz, se sporočilo obravnava kot nezaželena pošta.

### Spletno brskanje
Namen črne liste pri brskanju po spletu je preprečiti dostop zlonamernih ali škodljivih spletnih strani. Primer črne liste spletnega brskalnika je Google Safe Browsing. Ta sumljivo stran preveri preko socialnega inženiringa ter jo, če se izkaže za zlonamerno umesti na črno listo.

### Uporabniška imena in gesla
Črne liste se lahko uporabljajo pri uporabniških poverilnicah. Na spletu in v informacijskih sistemih je pogosta praksa črnih list določenih uporabniških imen, ki so nedostopna. Podobno je tudi pri geslih, pri katerih pa se na črno listo uvrščajo gesla, ki jih je lahko uganiti. S tem želijo preprečiti nedovoljene oziroma nezaželene dostope v sistem. Na primer: sistem uporabniku ne dovoli izbrati uporabniškega imena ali gesla, ki se pojavlja prepogosto ali ki bi ga bilo prelahko uganiti. Tako uporabnika pozove naj uporabi neko drugo - zahtevnejše uporabniško ime ali geslo.

## Distribucijske metode
Črne liste so distribuirane na različne načine. Nekatere preprosto uporabljajo poštne naslove DNSBL (DNS-based Blackhole List), ki uporablja DNS strežnike. Bistvo te metode je v tem, da hrani seznam uporabnikov spleta, ki so znani po pošiljanju nezaželene pošte.

## Zgledi
- Podjetja kot so Google, Symantec in Sucuri imajo interne črne liste strani. Te vsebujejo zlonamerne vsebine, kot je na primer programska oprema, ki moti delovanje sistema in izvleče zasebne podatke uporabnika.
- Požarni zid lahko uporablja črno listo znanih zlonamernih IP naslovov, ki jim glede na varnostno politiko prepriča dostop do sistema.
- Člani strani spletnih dražb imajo lahko svoje črne liste uporabnikov, na katerih so uporabniki, ki ne morejo dajati ponudb ali komentirati.
- Še en primer seznama je rumena lista, na kateri so uporabniki elektronske pošte, ki večinoma pošiljajo sprejemljivo pošto, toda včasih pošljejo kakšno nezaželeno pošto. Zapisane na rumeni listi se ne more pomotoma dodati na črno listo, saj njihov namen ni širjenje zlonamernih vsebin.

## Preudarek o uporabi
Kot je bilo poudarjeno v nedavnih raziskavah: Blacklist Ecosystem Analysis: Spanning Jan 2012 to Jun 2014  ter Paint It Black: Evaluating the Effectivness of Malware Blacklists, ki sta bili usmerjeni na črne liste za imena domen in IP naslove, uporabljenih za zagotavljanje internetne varnosti, se te liste med seboj ne prekrivajo. Kar pomeni, da je lahko kateremu elementu preprečen dostop do zaželenega cilja, kljub temu da ga ni na črni listi. Tako je zelo pomembno, da se črna, bela in siva lista med seboj dopolnjujejo in upoštevajo.